# پفی‌مرغ سینه‌کمانی
پفی‌مرغ سینه‌کمانی (نام علمی: Malacoptila striata) نام یک گونه از سرده نرم‌پرها است.